# Basen portowy

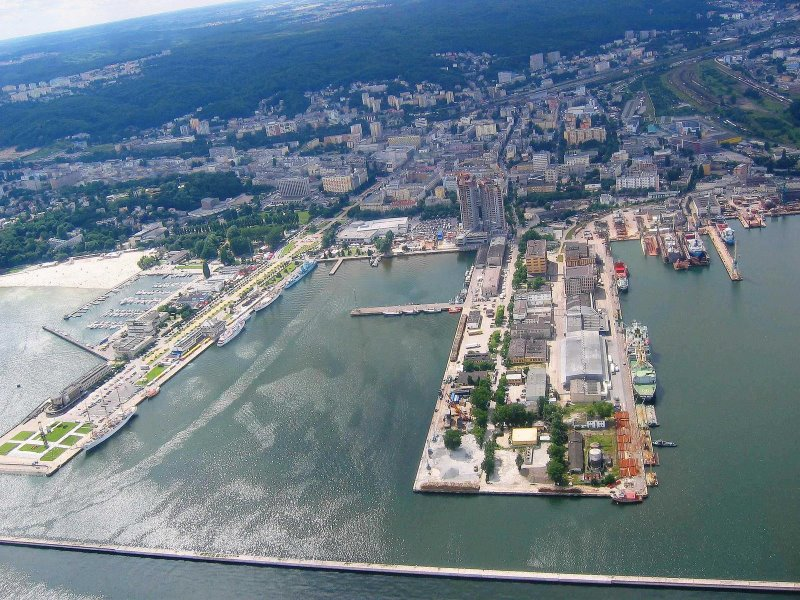
Baseny portowe w Gdyni

Basen portowy – część akwatorium portu, miejsce postoju statków. Zwykle ma kształt wąskiego prostokąta z betonowymi nabrzeżami, uzbrojonego w dźwigi, magazyny itp.